# Henry Gunther
Henry Gunther, född 6 juni 1895 i Baltimore USA, död 11 november 1918 i Meuse, Frankrike. Henry Gunther anses vara den sista amerikanska soldaten och även den sista soldaten överhuvudtaget att dö i första världskriget.
Tillsammans med sin patrull stötte de på tyska soldater nära Meuse bara minuter innan vapenstilleståndet i Compiègneskogen skulle trä i kraft. De tyska soldaterna visste att stilleståndet var nära och de försökte vinka iväg Gunther när han anföll dessa emot sin sergeants order, men när han kom för nära och avfyrade ett par skott mot dem sköt tyskarna honom med sitt maskingevär och Gunther avled 10.59, bara 1 minut innan vapenstilleståndet. Totalt denna dag 11 november 1918 skadades närmare 8000 och 2000 dog.